# 発散 (ベクトル解析)
ベクトル解析における発散（はっさん、英: divergence）は、ベクトル場の各点ごとの流入出の評価を符号付きスカラー値で測るベクトル作用素である。より技術的に言えば、対象点を含む近傍領域を定義しそこに出入りする流束の総和と領域体積との比をとり、領域を無限小に近づけたときの極限である。
　身近な例えでは、温度変化のある空気の各点の移動速度ベクトル場をみる。一部の領域の空気を熱するとその膨張した空気は領域から全方向へ広がるから、領域の外側を向く速度場が生じる。このときの速度場の発散をとると、加熱された領域の内部で正値の分布であり、この領域は速度場全体にとっての流入（あるいは正の湧き出し、湧出、source）域である。逆に空気が冷やされ収縮するならば、冷却される領域の発散は負値となり、その領域は流出（負の湧き出し、あるいは沈み込み、排出、sink）域である。

## 定義
物理的な言葉で言えば、三次元ベクトル場の発散は、各点においてそのベクトル場が流入や流出のような流動的振舞いをする度合を与える。これは、空間の無限小領域において入ってくるよりも出ていく方がどのくらい多いのかの度合いとしての「外向き度」を局所的に測るものである。発散がその点で零でないならば、その位置は湧出点か排出点でなければならない。（流れや流出のような言葉を使っているのは、ベクトル場を速度場や運動する流体のようなものと考えるからであることに注意）。
点 p におけるベクトル場 F の発散は、領域 Ω の滑らかな境界 bd(Ω) と交わる F の正味の流れを領域 Ω の体積 vol(Ω) で割ったものの、領域 Ω を一点 p に縮めるときの極限として定義される。これを式で書けば
{\displaystyle (\operatorname {div} {\boldsymbol {F}})_{p}:=\lim _{\Omega \to \{p\}}{\frac {1}{\operatorname {vol} (\Omega )}}\oint _{\operatorname {bd} (\Omega )}({\boldsymbol {F}}\cdot {\boldsymbol {n}})\,dS}
となる。積分は境界面に直交する外向きの単位法ベクトル場 n を伴う面積分である。各点において div F が得られて、これは点 p の函数である。定義から明らかなように、div F が F の流束の流出密度（発散密度）であることが分かる。
物理的な解釈から見れば、あらゆる点で発散がゼロとなるベクトル場は非圧縮性 (incompressible) あるいは管状 (solenoidal) であるといい、この場合任意の閉曲面に対してそれと交わる正味の流れは存在しない。
直感的に、全ての湧出量の和から全ての排出量の和を引けば領域から流れ出る正味の流れがわかるだろうと想像できる。これを精緻化したものが発散定理である。

## 具体的な表示

### デカルト座標系での表示
x, y, z を三次元ユークリッド空間のデカルト座標系とし、対応する単位ベクトルからなる基底を i, j, k とする。
連続的微分可能なベクトル場 F = U i + V j + W k の発散はスカラー値の函数:
{\displaystyle \operatorname {div} {\boldsymbol {F}}=\nabla \cdot {\boldsymbol {F}}={\frac {\partial U}{\partial x}}+{\frac {\partial V}{\partial y}}+{\frac {\partial W}{\partial z}}}
に等しい。これは座標で表されているけれども、物理的解釈が示唆する通り、この式の値は任意の直交変換によって変わることはない。
しばしば用いられる発散の記法 “∇ · F” は、中黒を点乗積と見做して、∇ の成分（ナブラの項を参照）と F の成分との積和をとったものが上記の式になるという記憶術として使える。しかしもちろん、作用素の適用は成分同士の積とは異なるから、これは記号の濫用の一種である。
連続的微分可能二階テンソル場 ε の発散は、一階テンソル場
{\displaystyle {\overrightarrow {\operatorname {div} ({\boldsymbol {\varepsilon }})}}={\begin{pmatrix}{\dfrac {\partial \varepsilon _{xx}}{\partial x}}+{\dfrac {\partial \varepsilon _{xy}}{\partial y}}+{\dfrac {\partial \varepsilon _{xz}}{\partial z}}\\[5pt]{\dfrac {\partial \varepsilon _{yx}}{\partial x}}+{\dfrac {\partial \varepsilon _{yy}}{\partial y}}+{\dfrac {\partial \varepsilon _{yz}}{\partial z}}\\[5pt]{\dfrac {\partial \varepsilon _{zx}}{\partial x}}+{\dfrac {\partial \varepsilon _{zy}}{\partial y}}+{\dfrac {\partial \varepsilon _{zz}}{\partial z}}\end{pmatrix}}}
になる。

### 円柱座標系
a-方向の単位ベクトルを ea と書くことにして、円筒座標系で表されたベクトル
{\displaystyle {\boldsymbol {F}}={\boldsymbol {e}}_{r}F_{r}+{\boldsymbol {e}}_{z}F_{z}+{\boldsymbol {e}}_{\theta }F_{\theta }}
に対し、その発散は、
{\displaystyle \operatorname {div} {\boldsymbol {F}}=\nabla \cdot {\boldsymbol {F}}={\frac {1}{r}}{\frac {\partial }{\partial r}}(rF_{r})+{\frac {1}{r}}{\frac {\partial F_{\theta }}{\partial \theta }}+{\frac {\partial F_{z}}{\partial z}}}
と書ける。

### 球座標系
球面座標系において、天頂角を θ, z-軸周りの回転角を ϕ とすれば、発散は
{\displaystyle \operatorname {div} {\boldsymbol {F}}=\nabla \cdot {\boldsymbol {F}}={\frac {1}{r^{2}}}{\frac {\partial }{\partial r}}{\bigl (}r^{2}F_{r}{\bigr )}+{\frac {1}{r\sin \theta }}{\frac {\partial }{\partial \theta }}(\sin \theta \,F_{\theta })+{\frac {1}{r\sin \theta }}{\frac {\partial F_{\phi }}{\partial \phi }}}
と書ける。

## 分解定理
R3 内の少なくとも二回連続的微分可能な定常流束 v(r) が十分遠く (r → ∞) で消えているならば、v(r) は無回転成分 (irrotational part) E(r) と無発散成分 (source-free part) B(r) に分解される。さらに、 これらの成分は「湧出密度」（上述）と「循環密度」（回転の項を参照）から明示的に決定される。即ち、無回転成分は
{\displaystyle {\boldsymbol {E}}=-\nabla \Phi ({\boldsymbol {r}}),\quad \Phi ({\boldsymbol {r}})=\int _{\mathbb {R} ^{3}}d^{3}{\boldsymbol {r}}'\,{\frac {\operatorname {div} {\boldsymbol {v}}({\boldsymbol {r}}')}{4\pi |{\boldsymbol {r}}-{\boldsymbol {r}}'|}}}
で与えられ、無発散成分 B もスカラーポテンシャル Φ(r) をベクトルポテンシャル A(r) で、−∇Φ を ∇ × A で、湧出密度 div v を循環密度 ∇ × v でそれぞれ置き換えた、
{\displaystyle {\boldsymbol {B}}=\nabla \times {\boldsymbol {A}}({\boldsymbol {r}}),\quad {\boldsymbol {A}}({\boldsymbol {r}})=\int _{\mathbb {R} ^{3}}d^{3}{\boldsymbol {r}}'\,{\frac {\nabla \times {\boldsymbol {v}}({\boldsymbol {r}}')}{4\pi |{\boldsymbol {r}}-{\boldsymbol {r}}'|}}}
で与えられる。
この「分解定理」は電気力学でも定常流に関する研究の副産物として得られた事実であり、三次元以外でも通用するもっと一般のヘルムホルツ分解の特別の場合である。

## 性質
以下の性質は、通常の微分積分学における常微分の微分法則から導かれる。最も重要なことは、発散作用素が線型作用素となること、つまり、
{\displaystyle \operatorname {div} (a{\boldsymbol {F}}+b{\boldsymbol {G}})=a\operatorname {div} ({\boldsymbol {F}})+b\operatorname {div} ({\boldsymbol {G}})}
が任意のベクトル場 F, G と任意の実数 a, b に対して成立することである。
積の微分法則は以下の形で成立する。φ はスカラー場、F はベクトル場として、
{\displaystyle \operatorname {div} (\varphi {\boldsymbol {F}})=(\operatorname {grad} \varphi )\cdot {\boldsymbol {F}}+\varphi (\operatorname {div} {\boldsymbol {F}})}
∇ を用いた記法であれば、
{\displaystyle \nabla \cdot (\varphi {\boldsymbol {F}})=(\nabla \varphi )\cdot {\boldsymbol {F}}+\varphi (\nabla \cdot {\boldsymbol {F}})}
が成り立つ。二つの三次元ベクトル場 F, G の交叉積に対するもう一つの積の法則は、回転 curl を含む以下の形
{\displaystyle \operatorname {div} ({\boldsymbol {F}}\times {\boldsymbol {G}})=(\operatorname {curl} {\boldsymbol {F}})\cdot {\boldsymbol {G}}-{\boldsymbol {F}}\cdot (\operatorname {curl} {\boldsymbol {G}})}
∇ を用いた記法であれば、
{\displaystyle \nabla \cdot ({\boldsymbol {F}}\times {\boldsymbol {G}})=(\nabla \times {\boldsymbol {F}})\cdot {\boldsymbol {G}}-{\boldsymbol {F}}\cdot (\nabla \times {\boldsymbol {G}})}
で書くことができる。
スカラー場 φ にラプラス作用素を施したものは、φ の勾配の発散に等しい。即ち、
{\displaystyle \operatorname {div} (\operatorname {grad} \varphi )=\Delta \varphi }
が成立する。任意の三次元ベクトル場の回転の発散は常に 0 に等しい。即ち、
{\displaystyle \nabla \cdot (\nabla \times {\boldsymbol {F}})=0}
が成り立つ。発散が 0 のベクトル場 F が R3 内の球体上定義されているならば、その球体上のベクトル場 G で F = curl(G) を満たすものが存在する。これより複雑な R3 内の領域では、このような G は必ずしも存在しない（ポワンカレの補題の項参照）。この主張が真でなくなる度合は、考える領域 U の複雑性を量化するのに適当な、鎖複体
{\displaystyle \{{\text{scalar fields on }}U\}\xrightarrow {\operatorname {grad} } \{{\text{vector fields on }}U\}\xrightarrow {\operatorname {curl} } \{{\text{vector fields on }}U\}\xrightarrow {\operatorname {div} } \{{\text{scalar fields on }}U\}}
のホモロジーによって測ることができる。こうしたことが、ドラームコホモロジーの起源および主な動機付けであった。

## 外微分との関係
発散を外微分の特定の場合として表すことができて、これは R3 内の 2-形式を 3-形式へ写す。流れの 2-形式を
{\displaystyle j=F_{1}\,dy\wedge dz+F_{2}\,dz\wedge dx+F_{3}\,dx\wedge dy}
とする。これは局所速度 F で運動する「流束要素」密度 (“stuff fluid” of density) {\displaystyle \rho =1\,dx\wedge dy\wedge dz} の中で単位時間当たりにその面を通過する「要素」の量を測るものになっている。この j の外微分 dj は
{\displaystyle dj=\left({\frac {\partial F_{1}}{\partial x}}+{\frac {\partial F_{2}}{\partial y}}+{\frac {\partial F_{3}}{\partial z}}\right)dx\wedge dy\wedge dz=(\nabla \cdot {\boldsymbol {F}})\rho }
で与えられる。従ってベクトル場 F の発散は、
{\displaystyle \nabla \cdot {\boldsymbol {F}}={\star }d{\star }{\boldsymbol {F}}^{\flat }}
と表すことができる。ここで上付きの ♭ は下げ同型で、⋆ はホッジスターである。しかし、外微分は（曲線）座標系の変換と可換だが発散はそうではないので、流れ 2-形式自体を外微分とともに扱うほうが、ベクトル場と発散を扱うよりも容易であることに注意。

## 一般化
ベクトル場の発散の概念を、任意有限次元において一般に定義することができる。 
{\displaystyle {\boldsymbol {F}}=(F_{1},F_{2},\dotsc ,F_{n})}
が Rn におけるベクトル場で、標準座標系 {\displaystyle {\boldsymbol {x}}=(x_{1},x_{2},\dotsc ,x_{n})} およびその微分を {\displaystyle d{\boldsymbol {x}}=(dx_{1},dx_{2},\dotsc ,dx_{n})} とすると、その発散は
{\displaystyle \operatorname {div} {\boldsymbol {F}}=\nabla \cdot {\boldsymbol {F}}={\frac {\partial F_{1}}{\partial x_{1}}}+{\frac {\partial F_{2}}{\partial x_{2}}}+\dotsb +{\frac {\partial F_{n}}{\partial x_{n}}}}
で与えられる。より複雑な曲線座標系においても、適当な表示が得られる。
任意の自然数 n に対して、発散は線型作用素であり、積の法則
{\displaystyle \nabla \cdot (\varphi {\boldsymbol {F}})=(\nabla \varphi )\cdot {\boldsymbol {F}}+\varphi (\nabla \cdot {\boldsymbol {F}})}
を任意のスカラー場 φ に対して満足する。
あるいは発散の概念を、次元 n で体積要素（あるいは密度）μ を持つ多様体、例えばリーマン多様体やローレンツ多様体に対して定義することもできる。R3 上のベクトル場に対する 2-形式の構成を一般化して、多様体上のベクトル場 X は (n − 1)-形式 j = iXμ を、X と μ との縮約によって定める。このとき、ベクトル場 X の発散は等式
{\displaystyle dj=\operatorname {div} (X)\mu }
によって定められる。リー微分に対する標準公式を用いれば、これを
{\displaystyle {\mathcal {L}}_{X}\mu =\operatorname {div} (X)\mu }
と書くこともできる。即ち、発散はベクトル場に沿って流すときの体積要素の膨張率を測るものである。
リーマン多様体やローレンツ多様体上で、計量体積要素に関する発散は、レヴィ・チヴィタ接続 ∇ を用いて計算することができて、
{\displaystyle \operatorname {div} (X)=\nabla \cdot X={X^{a}}_{a}}
が成り立つ。真ん中は 1-形式値のベクトル場 ∇X とそれ自身との縮約であり、一番右は物理学者が使う従来の座標表示である（アインシュタインの和の規約）。
発散をテンソルに対しても一般化することができる。アインシュタインの和の規約に従って、反変ベクトル Fμ の発散は、
{\displaystyle \nabla \cdot {\boldsymbol {F}}=\nabla _{\mu }F^{\mu }}
で与えられる。ここで ∇μ は共変微分である。同じことだが、文献によっては任意の混合テンソルの発散を、添字を上げる同型 “♯” を用いて
T が (p, q)-テンソル（p-階反変かつ q-階共変）ならば、T の発散は{\displaystyle (\operatorname {div} T)(Y_{1},\dotsc ,Y_{q-1})=\operatorname {trace} {\bigl (}X\mapsto \sharp (\nabla T)(X,\cdot ,Y_{1},\dotsc ,Y_{q-1}){\bigr )}}を満たす (p, q − 1)-テンソル、即ち最初の二つの共変添字上の共変微分のトレースである。
と定めるものもある。